# Xian de Shanggao
Le xian de Shanggao (上高县 ; pinyin : Shànggāo Xiàn) est un district administratif de la province du Jiangxi en Chine. Il est placé sous la juridiction de la ville-préfecture de Yichun.

## Démographie
La population du district était de 331 082 habitants en 1999.